# Walter Denkert
Walter Denkert foi um general alemão, comandante de unidades panzer durante a Segunda Guerra Mundial. Nasceu em Kiel em 23 de fevereiro de 1897, faleceu em Kiel em 9 de julho de 1982.

## Biografia
Walter Denkert entrou para o Exército como voluntário em Agosto de 1914. Após se tornou Leutnant da Reserva em 1915. Quando terminou a Primeira Guerra Mundial, ele acabou deixando o Exército e entrou para a Polícia. Se re-alistou para o Exército como Major em 1935 onde se tornou Oberstleutnant no comando de um Batalhão de Infantaria no início da Segunda Guerra Mundial.
Promovido para Oberst em 1 de Fevereiro de 1942, foi posto no comando do Inf.Rgt. 8. Ele subiu para a patente de Generalmajor em 1 de Junho de 1944 e Generalleutnant em 20 de Abril de 1945. Comandou sucessivamente a 6ª Divisão Panzer (12 de Março de 1944, m.d.F.b.), 19ª Divisão Panzer (28 de Março de 1944, m.d.F.b.) sendo após colocado no comando da Reserva (16 de Junho de 1944). Recebeu o seu último comando (3. Pz.Gr.Div.) em 3 de Outubro de 1944.
Foi feito prisioneiro em 8 de Maio de 1945, sendo libertado em 1947. Faleceu na sua cidade natal Kiel, em 9 de Julho de 1982.

## Condecorações
Foi condecorado com a Cruz de Cavaleiro da Cruz de Ferro (14 de Maio de 1944) e a Cruz Germânica em Ouro (8 de Março de 1945).